# Stictostix leae
Stictostix leae är en skalbaggsart som beskrevs av Lewis 1899. Stictostix leae ingår i släktet Stictostix och familjen stumpbaggar. Inga underarter finns listade i Catalogue of Life.